# Hettitisk litteratur

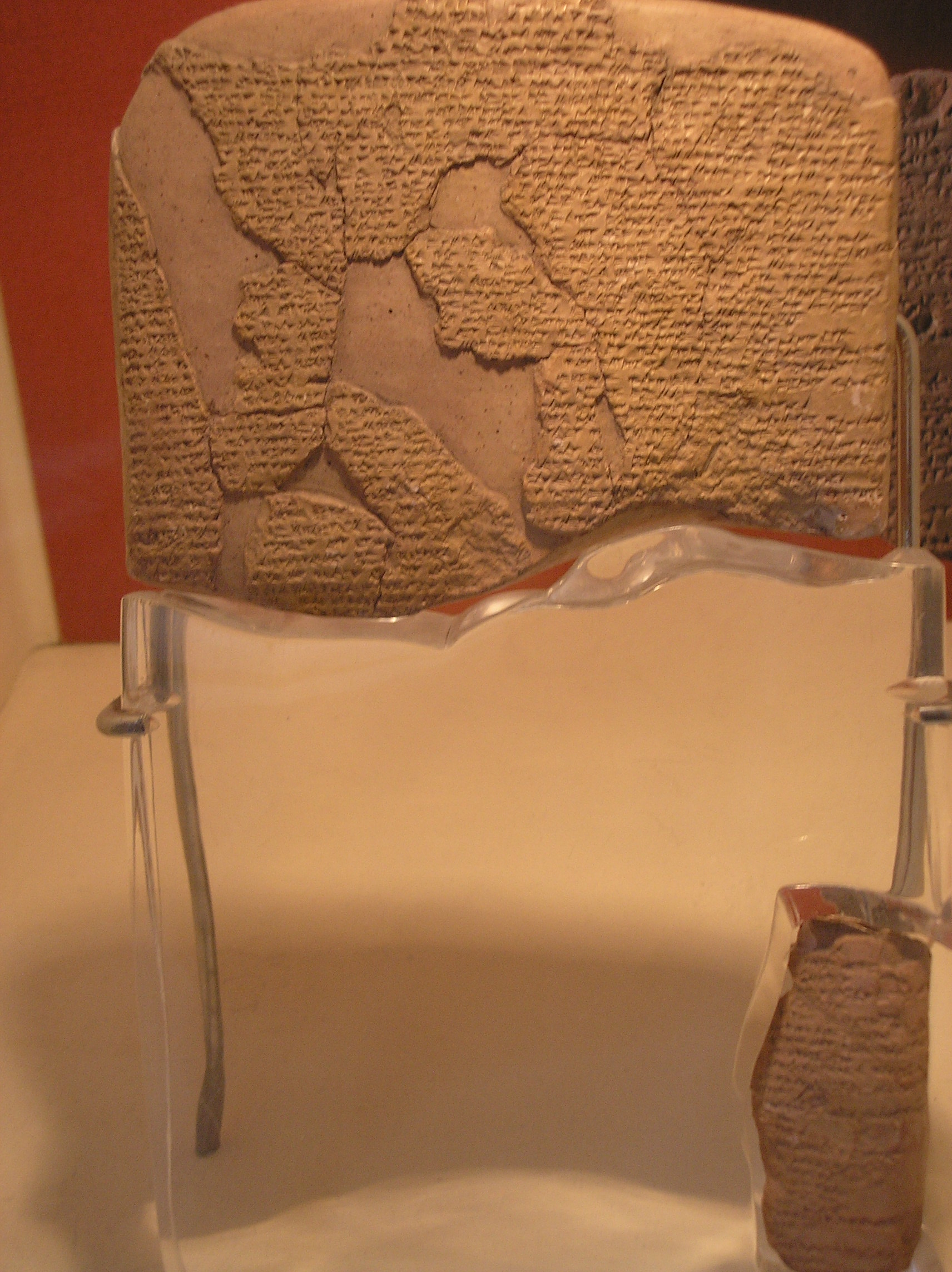
Fragment av ett fredsfördrag mellan hettitkungen Hattushili III och farao Ramses II.

Hettitisk litteratur är hettiternas litteratur som skrevs under antiken i Hettiterriket, som varade mellan 1600 f.Kr. och 1200 f.Kr. Det representerar en av de äldsta indoeuropeiska litteraturen i historien, och kom att utöva påverkan på den grekiska antikens litteratur.

## Bakgrund
Den bevarade litteraturen från hettiterna kommer huvudsakligen från de så kallade arkiven i Hattusa, Hettiterrikets huvudstad. Den nedtecknades på tavlor av lera, brons och trä, men inga verk av trä finns bevarade och dessa användes troligen för vardagliga anteckningar. Förutom texter på hettitiska, finns bilingvistisk litteratur på hettitiska och hurritiska.
Skriften verkar ha kommit till hettiterna från Assyrien via köpmän eller skrivare vid hovet, men de utvecklade en egen kilskrift, hettitisk kilskrift, anpassad till språkets särart. Påverkan från den hurritiska och den assyro-babyloniska litteraturen är också belagd.
Den äldsta litteraturen är skriven med kilskrift, men med tiden utvecklas piktogram, samt en blandning av kilskrift och stavelseskrift en litteratur som ännu inte fullständigt dechiffrerats. De tidigare så kallade hettitiska hieroglyferna är egentligen skrivna på luviska.